# Рождественский Мадагаскар
«Рожде́ственский Мадагаска́р» (англ. Merry Madagascar) — мультипликационный фильм, выпущенный студией «DreamWorks Animation» в 2009 году.

## Сюжет
Действие фильма происходит между первой и второй частью. Санта-Клаус по вине «Мадагаскарской» компании, принявшей его за Красного Ночного гоблина, терпит аварию и попадает на Мадагаскар, в результате потеряв память. Алекс, Марти, Мелман, Глория, Шкипер, Ковальски, Прапор и Рико берут на себя доставку подарков детям. Взяв в качестве оленей команду пингвинов, ребята доставляют все подарки и затем летят обратно на остров, предпочтя спасти праздник вместо возвращения домой. Снова попав в Санту, они возвращают ему память, и оказывается, что они доставили не все подарки. Санта улетает их доставлять, заодно убрав Джулиана из списка плохих. Затем Джулиан бьёт Алекса кокосом по голове, в результате чего тот сам теряет память.

## Роли озвучивали

### В оригинале
- Бен Стиллер — Алекс, лев
- Крис Рок — Марти, зебра
- Дэвид Швиммер — Мелман, жираф
- Джада Пинкетт Смит — Глория, бегемотиха
- Дэнни Джейкобс — Джулиан, король лемуров
- Том МакГрат — Шкипер, командир пингвинов
- Крис Миллер — Ковальски, «мозг» пингвинов
- Кристофер Найтс — Прапор, пингвин-помощник
- Карл Райнер — Санта
- Седрик «Развлекатель» — Морис, помощник Джулиана
- Энди Рихтер — Морт, мини-лемур
- Нина Добрев — Купидон, единственная в оленьей группе самка и возлюбленная Прапора

### Русский дубляж
- Константин Хабенский — Алекс, лев
- Оскар Кучера — Марти, зебра
- Александр Цекало — Мелман, жираф
- Маша Малиновская — Глория, бегемотиха
- Александр Машанов — Джулиан, король лемуров
- Анатолий Дубанов — Шкипер, командир пингвинов
- Андрей Шамин — Ковальски, «мозг» пингвинов
- Иван Паршин — Прапор, пингвин-помощник
- Алексей Гурьев — Санта
- Сергей Козик — Морис, помощник Джулиана
- Роман Рязанцев — Морт, мини-лемур
- Саша Константинова — Эбби, маленькая девочка
- Ирина Коновалова — Купидон, единственная в оленьей группе самка и возлюбленная Прапора
- Юрий Лазарев — Доннер, главный олень